# Аркульский
 Аркульский  — поселок в Кильмезском районе Кировской области в составе Чернушского сельского поселения.

## География
Расположен на расстоянии примерно 15 км по прямой на запад-северо-запад от райцентра поселка Кильмезь.

## История
Известен с 1905 года как стражнический казенный дом с 1 двором и 4 жителями, в 1926 году здесь на кордоне (Казенный дом Арпорекского лесничества) было 2 хозяйства и 4 жителя. В 1950 году здесь (Аркульский казенный дом и Аркульский стройучасток)  было 53 хозяйства и 360 жителей, в 1989 году было 248 жителей.

## Население
Постоянное население составляло 219 человек (русские 84%) в 2002 году, 155 в 2010.